# Nonthaburi (stad)
Nonthaburi (Thais: นนทบุรี) is een stad in Centraal-Thailand. Nonthaburi is hoofdstad van de provincie Nonthaburi en het district Nonthaburi. De stad ligt aan de rivier de Menam (Chao Phraya) en telde in 2019 bij de volkstelling 254.375 inwoners, waarmee het de tweede grootste gemeentelijke stad van het land is na Bangkok. Het district Nonthaburi, met en inwonertal van 364.543 (2017), is de zevende grootste stad van Thailand na Hat Yai in Zuid-Thailand .

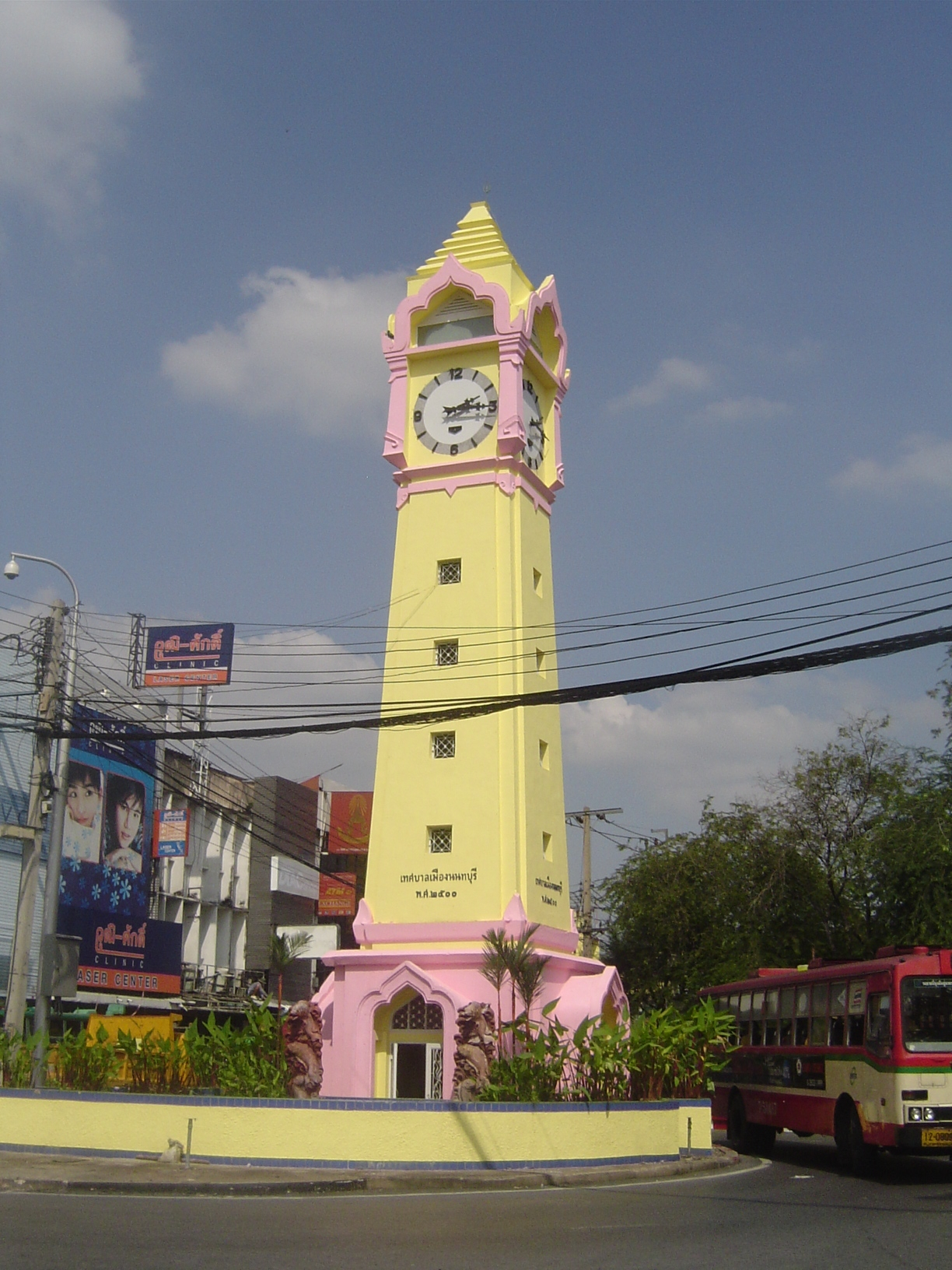
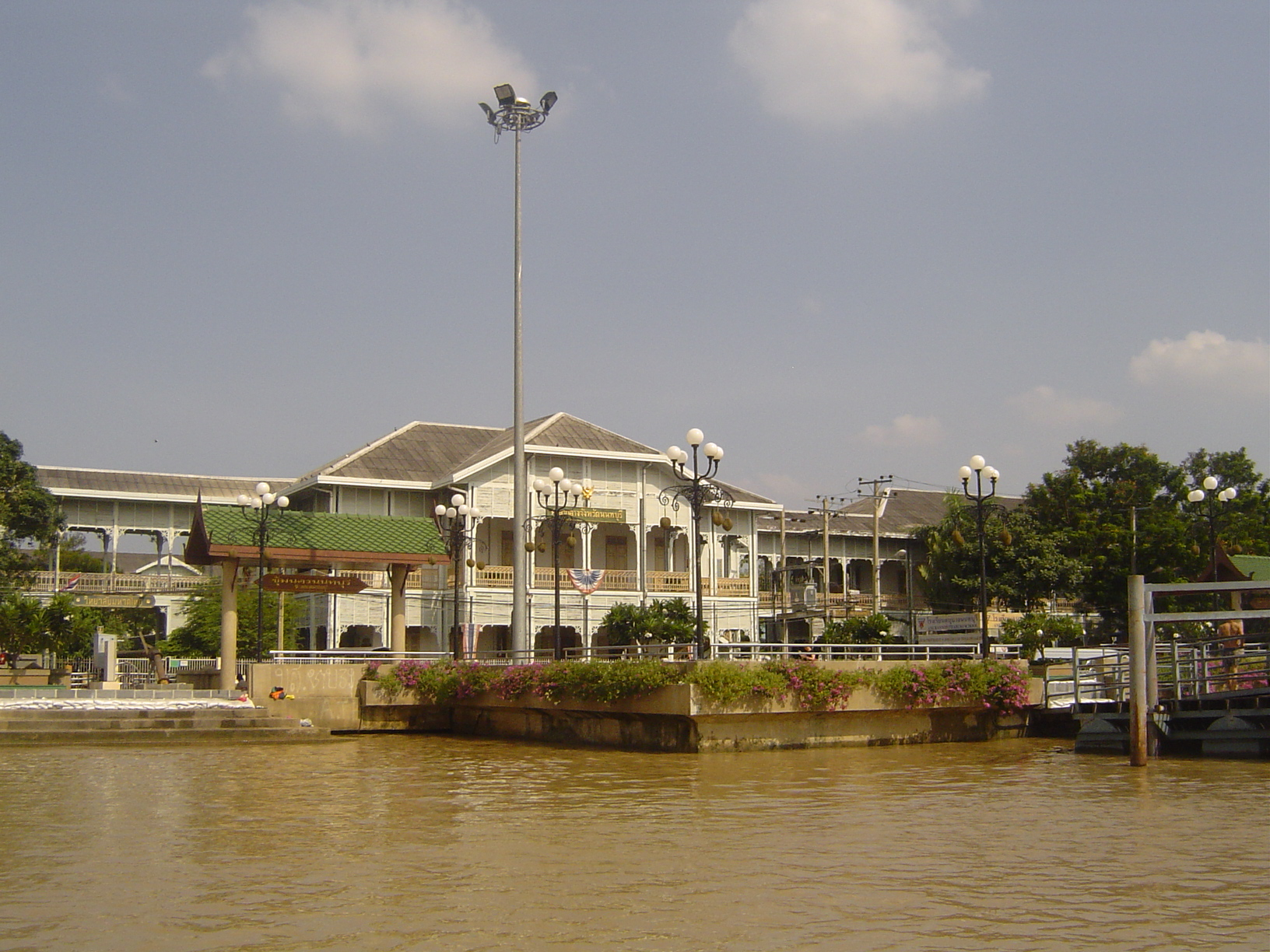